# Berberis dasyclada
Berberis dasyclada är en berberisväxtart som beskrevs av Ahrendt. Berberis dasyclada ingår i släktet berberisar, och familjen berberisväxter. Inga underarter finns listade i Catalogue of Life.